# Fimbristylis griffithii
Fimbristylis griffithii är en halvgräsart som beskrevs av Johann Otto Boeckeler. Fimbristylis griffithii ingår i släktet Fimbristylis och familjen halvgräs. Inga underarter finns listade i Catalogue of Life.